# Norsk Data

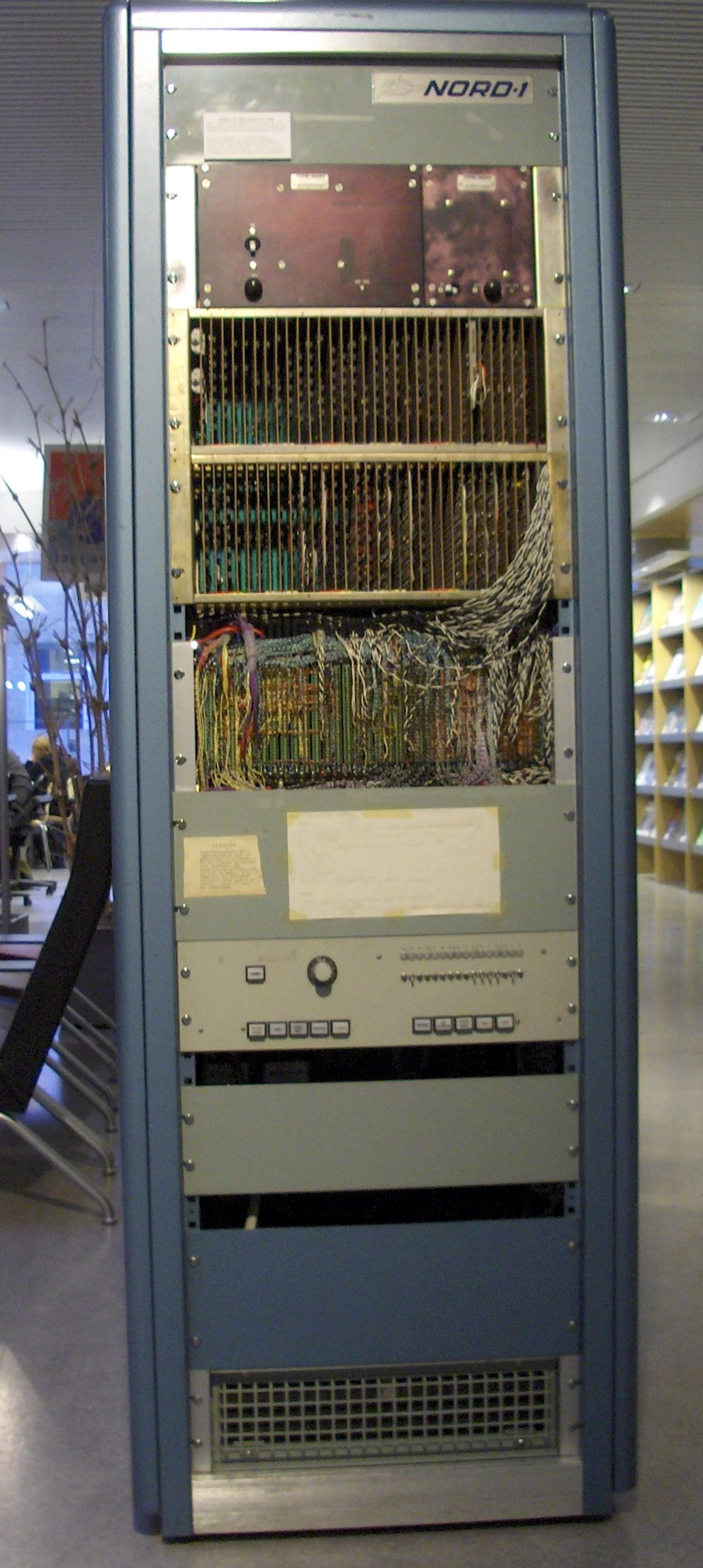
NORD-1 från 1968, Norsk Datas första minidator.

Norsk Data (ND) var en tillverkare av minidatorer med huvudkontor i Oslo, Norge. Företaget grundades  1967 och gick omkull 1992, med en storhetstid som spände från det tidiga 1970-talet till mitten av 1980-talet.

## Historisk översikt
Företagets rötter går tillbaka till norska Forsvarets forskningsinstitutt (FFI) i Kjeller, strax utanför Oslo, där de tidiga datormodellerna SAM och SAM 2 (även känd som FLINK) hade utvecklats.
Dessa lyckade utvecklingsprojekt ledde till att bolaget A/S Nordata - Norsk Data Elektronikk grundades den 8 augusti 1967 av Lars Monrad Krohn, Per Bjørge och Rolf Skår. Företaget levererade minidatorer till flera forskningsinstitutioner, bland annat till CERN i Genève, Schweiz, där de användes i forskningen runt partikelacceleratorer. Norsk Data hade även framgångar som leverantör till datacentraler inom offentlig sektor i Norge samt till flera högskolor och gymnasier. Bland svenska högskolor var Luleå tekniska högskola en stor kund hos Norsk Data.
Efter en lång följd av år med framgångar och stora vinster kollapsade "imperiet" Norsk Data med en kraftig förlust 1988. En orsak var det stora beroendet av hemmamarknaden i Norge, som i sin tur drabbades av oljeprisernas fall 1986. En annan orsak var framgångarna för det öppna operativsystemet Unix som passade många datorer, dock inte Norsk Datas datorer som använde det slutna systemet Sintran. Ytterligare en orsak var framgångarna för PC-datorer, en produkt som Norsk Data inte själva lyckades utveckla och producera.
Norsk Data avregistrerades från både Stockholms- och Oslobörsen i april 1993. Delar av företagets teknologi levde vidare i bolaget Dolphin Interconnect Solutions(en), samt i dataserviceföretaget Comma.

## Maskiner
Följande är några viktigare datormodeller från Norsk Data:
- NORD-1, 16-bit minidator lanserad 1968, körde TSS (se nedan) från 1971
- NORD-5, 32-bit supermini lanserad 1972
- NORD-9
- NORD-10, 16-bit minidator lanserad 1973
- NORD-10/S
- NORD-50, andra generationens 32-bit supermini från 1975
- NORD-100, 16-bit, från 1978
- NORD-100/CE
- ND-100 Compact, levererades fram till 2001
- ND-120CX
- ND-100 Satellite
- ND-500, tredje generationens 32-bit supermini från 1981
- ND-505, 28-bit dator som fick exporteras till Östblocket, trots USA:s CoCom-embargo
- ND-510/CX
- ND-520
- ND-540
- ND-570/CX, världens snabbaste 32-bit supermini från 1983, uppmätta prestanda 7.1 MIPS enligt Whetstone
- ND-5000, fjärde generationens 32-bit supermini från 1987
- ND-5700
- ND-5850, femte generationens 32-bit supermini från 1987
- ND-5904

## Programvara
Norsk Data utvecklade och levererade även programvara till sina datormodeller, från operativsystem till tillämpningar och kompletta turnkey-system:
- TSS – Nord Time Sharing System från 1971
- SINTRAN – operativsystem för Nord 10 och senare modeller, version III från 1973, III/VS från 1974
- SIBAS databas från 1975
- kompilatorer för Fortran, BASIC och COBOL
- Pascal-kompilator utvecklad i Kiel, Tyskland
- PED – sidorienterad texteditor (page editor)
- NOTIS – Integrerad ordbehandling och databasprogramvara

Kuriosa: World Wide Web utvecklades av Tim Berners-Lee vid CERN, som skrev programmet Enquire på en minidator med SINTRAN III